# Séamus Coleman
Séamus Coleman (Killybegs, 11 ottobre 1988) è un calciatore e allenatore di calcio irlandese, difensore dell'Everton, di cui è capitano, e della nazionale irlandese.

## Carriera

### Club

#### Sligo Rovers
Coleman fu notato dallo Sligo Rovers in un'amichevole disputata contro il St. Catherine's, squadra di Killybegs, nel Donegal, dove il giovane terzino sinistro giocava da sempre. Dopo l'acquisto, debuttò ufficialmente contro il Waterford il 14 ottobre 2006, segnando il suo primo ed unico gol con i Rovers nel maggio 2008, un anno e mezzo dopo, contro i Bray Wanderers.

#### Everton
Il giocatore fu anche notato da Willie McStay, protagonista, da allenatore-giocatore, di uno storico treble dei Rovers (Campionato, Coppa e Supercoppa). Questi lo consigliò al suo amico David Moyes, allenatore dell'Everton, che lo acquistò per 60.000 £ nel gennaio 2009, scavalcando l'interesse di altri club come Ipswich, Birmingham e Celtic. Il debutto con i Toffees, però, fu ritardato dall'urgenza di un intervento chirurgico, per guarire un male che rischiava di stroncare sul nascere la carriera di Séamus. 
Dopo l'operazione e il recupero, Moyes l'ha fatto entrare nel secondo tempo di Benfica-Everton 5-0.
È andata meglio, invece, con l'esordio casalingo in Premier. Nella partita contro il Tottenham, Coleman è stato dichiarato "Uomo del match". Entrato a metà partita per l'infortunato Joseph Yobo, ha costruito quasi interamente da solo le azioni dei due gol dell'Everton, con la partita conclusasi sul 2-2.
L'esordio in FA Cup, invece, lo ha visto affrontare il Carlisle United nel gennaio 2009 e servire un assist a Tim Cahill poco dopo il suo ingresso in campo.

#### Il prestito al Blackpool
Nel marzo 2010 Coleman si è trasferito al Blackpool in prestito con durata mensile, debuttando in un 2-2 casalingo contro il Crystal Palace. Il primo gol con la maglia dei Tangerines arriva in un 4-2 esterno allo Scunthorpe In aprile, il suo prestito mensile è stato esteso fino a giugno, durante il quale ha prolungato il contratto con l'Everton (quattro anni) e vinto la finale dei play-off contro il Cardiff City: il 3-2 finale ha regalato al Blackpool la Premier.

#### Ritorno all'Everton

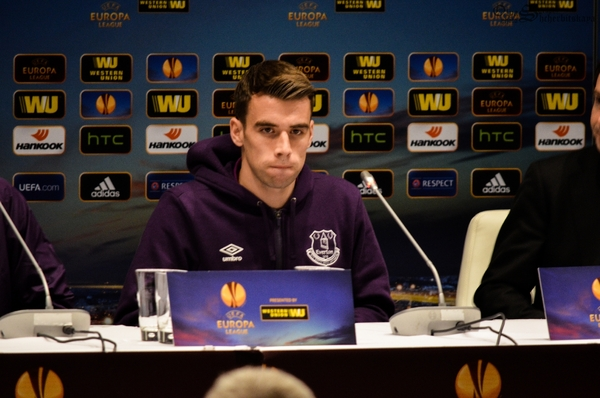
Coleman nel 2015

Terminato il prestito fa ritorno all'Everton, affermandosi come un pilastro del club negli anni a venire.
Il 9 gennaio 2025, a seguito dell'esonero di Sean Dyche, viene nominato tecnico ad interim della squadra assieme a Leighton Baines.

### Nazionale
Coleman ha giocato per l'Under-21 e l'Under-23 irlandesi, debuttando contro i parietà della Svezia nel 2008. La sua ultima presenza con la maglia under-21 dei verdi è stata nel novembre 2009 a Tbilisi, in un 1-1 contro la Georgia.
Il 9 febbraio 2011 fa il suo esordio con la nazionale maggiore nel successo per 3-0 contro il Galles.
Viene convocato per gli Europei 2016 in Francia.
Il 6 ottobre 2016 realizza la sua prima rete con la nazionale maggiore decidendo la sfida contro la Georgia (1-0).
Il 24 marzo 2017, nel corso della partita di qualificazione al Mondiale 2018 pareggiata a Dublino per 0-0 contro il Galles, in seguito ad un violento intervento di Neil Taylor, poi espulso, subisce un gravissimo infortunio alla gamba destra, riportandone una frattura scomposta.

## Statistiche

### Presenze e reti nei club
Statistiche aggiornate al 26 dicembre 2024.
| Stagione            | Squadra             | Campionato          | Campionato | Campionato | Coppe nazionali | Coppe nazionali | Coppe nazionali | Coppe continentali | Coppe continentali | Coppe continentali | Altre coppe | Altre coppe | Altre coppe | Totale | Totale |
| Stagione            | Squadra             | Comp                | Pres       | Reti       | Comp            | Pres            | Reti            | Comp               | Pres               | Reti               | Comp        | Pres        | Reti        | Pres   | Reti   |
| ------------------- | ------------------- | ------------------- | ---------- | ---------- | --------------- | --------------- | --------------- | ------------------ | ------------------ | ------------------ | ----------- | ----------- | ----------- | ------ | ------ |
| 2006                | Sligo Rovers        | IPL                 | 4          | 0          | FAI Cup+IFL Cup | 0+0             | 0+0             | -                  | -                  | -                  | -           | -           | -           | 4      | 0      |
| 2007                | Sligo Rovers        | IPL                 | 26         | 0          | FAI Cup+IFL Cup | 2+0             | 0+0             | -                  | -                  | -                  | -           | -           | -           | 28     | 0      |
| 2008                | Sligo Rovers        | IPL                 | 26         | 1          | FAI Cup+IFL Cup | 3+1             | 0+0             | -                  | -                  | -                  | -           | -           | -           | 30     | 1      |
| Totale Sligo Rovers | Totale Sligo Rovers | Totale Sligo Rovers | 56         | 1          |                 | 5+1             | 0+0             |                    | -                  | -                  |             | -           | -           | 62     | 1      |
| 2009-mar. 2010      | Everton             | PL                  | 3          | 0          | FACup+CdL       | 1+0             | 0               | UEL                | 3                  | 0                  | -           | -           | -           | 7      | 0      |
| mar.-giu. 2010      | Blackpool           | FLC                 | 9+3        | 1+0        | FACup+CdL       | -               | -               | -                  | -                  | -                  | -           | -           | -           | 12     | 1      |
| 2010-2011           | Everton             | PL                  | 34         | 4          | FACup+CdL       | 4+2             | 1+1             | -                  | -                  | -                  | -           | -           | -           | 40     | 6      |
| 2011-2012           | Everton             | PL                  | 18         | 0          | FACup+CdL       | 4+2             | 0               | -                  | -                  | -                  | -           | -           | -           | 24     | 0      |
| 2012-2013           | Everton             | PL                  | 26         | 0          | FACup+CdL       | 3+2             | 1+0             | -                  | -                  | -                  | -           | -           | -           | 31     | 1      |
| 2013-2014           | Everton             | PL                  | 36         | 6          | FACup+CdL       | 3+2             | 1+0             | -                  | -                  | -                  | -           | -           | -           | 41     | 7      |
| 2014-2015           | Everton             | PL                  | 35         | 3          | FACup+CdL       | 2+0             | 0               | UEL                | 5                  | 2                  | -           | -           | -           | 42     | 5      |
| 2015-2016           | Everton             | PL                  | 28         | 1          | FACup+CdL       | 3+3             | 0               | -                  | -                  | -                  | -           | -           | -           | 34     | 1      |
| 2016-2017           | Everton             | PL                  | 26         | 4          | FACup+CdL       | 1+1             | 0               | -                  |                    | -                  | -           | -           | -           | 28     | 4      |
| 2017-2018           | Everton             | PL                  | 12         | 0          | FACup+CdL       | 0               | 0               | UEL                | 0                  | 0                  | -           | -           | -           | 12     | 0      |
| 2018-2019           | Everton             | PL                  | 29         | 2          | FACup+CdL       | 1+0             | 0               | -                  | -                  | -                  | -           | -           | -           | 30     | 2      |
| 2019-2020           | Everton             | PL                  | 27         | 0          | FACup+CdL       | 1+2             | 0               | -                  | -                  | -                  | -           | -           | -           | 30     | 0      |
| 2020-2021           | Everton             | PL                  | 25         | 0          | FACup+CdL       | 4+2             | 0+0             | -                  | -                  | -                  | -           | -           | -           | 31     | 0      |
| 2021-2022           | Everton             | PL                  | 30         | 1          | FACup+CdL       | 4+0             | -               | -                  | -                  | -                  | -           | -           | -           | 8      | 0      |
| 2022-2023           | Everton             | PL                  | 23         | 1          | FACup+CdL       | 1+1             | -               |                    |                    |                    |             |             |             | 25     | 1      |
| 2023-2024           | Everton             | PL                  | 12         | 0          | FACup+CdL       | 1+0             | -               |                    |                    |                    |             |             |             | 13     | 0      |
| 2024-2025           | Everton             | PL                  | 3          | 0          | FACup+CdL       | 0+1             | -               |                    |                    |                    |             |             |             | 4      | 0      |
| Totale Everton      | Totale Everton      | Totale Everton      | 367        | 22         |                 | 33+18           | 3+1             |                    | 8                  | 2                  |             | -           | -           | 426    | 28     |
| Totale carriera     | Totale carriera     | Totale carriera     | 435        | 24         |                 | 37+19           | 3+1             |                    | 8                  | 2                  |             | -           | -           | 499    | 30     |

### Cronologia presenze in nazionale
| Cronologia completa delle presenze e delle reti in nazionale ― Irlanda | Cronologia completa delle presenze e delle reti in nazionale ― Irlanda | Cronologia completa delle presenze e delle reti in nazionale ― Irlanda | Cronologia completa delle presenze e delle reti in nazionale ― Irlanda | Cronologia completa delle presenze e delle reti in nazionale ― Irlanda | Cronologia completa delle presenze e delle reti in nazionale ― Irlanda | Cronologia completa delle presenze e delle reti in nazionale ― Irlanda | Cronologia completa delle presenze e delle reti in nazionale ― Irlanda |
| Data                                                                   | Città                                                                  | In casa                                                                | Risultato                                                              | Ospiti                                                                 | Competizione                                                           | Reti                                                                   | Note                                                                   |
| ---------------------------------------------------------------------- | ---------------------------------------------------------------------- | ---------------------------------------------------------------------- | ---------------------------------------------------------------------- | ---------------------------------------------------------------------- | ---------------------------------------------------------------------- | ---------------------------------------------------------------------- | ---------------------------------------------------------------------- |
| 8-2-2011                                                               | Dublino                                                                | Irlanda                                                                | 3 – 0                                                                  | Galles                                                                 | Amichevole                                                             | -                                                                      | 58’                                                                    |
| 24-5-2011                                                              | Dublino                                                                | Irlanda                                                                | 5 – 0                                                                  | Irlanda del Nord                                                       | Amichevole                                                             | -                                                                      | 54’                                                                    |
| 29-5-2011                                                              | Dublino                                                                | Irlanda                                                                | 1 – 0                                                                  | Scozia                                                                 | Amichevole                                                             | -                                                                      | 62’                                                                    |
| 7-6-2011                                                               | Liegi                                                                  | Italia                                                                 | 0 – 2                                                                  | Irlanda                                                                | Amichevole                                                             | -                                                                      |                                                                        |
| 15-8-2012                                                              | Belgrado                                                               | Serbia                                                                 | 0 – 0                                                                  | Irlanda                                                                | Amichevole                                                             | -                                                                      | 79’                                                                    |
| 11-9-2012                                                              | Londra                                                                 | Irlanda                                                                | 4 – 1                                                                  | Oman                                                                   | Amichevole                                                             | -                                                                      |                                                                        |
| 12-10-2012                                                             | Dublino                                                                | Irlanda                                                                | 1 – 6                                                                  | Germania                                                               | Qual. Mondiali 2014                                                    | -                                                                      |                                                                        |
| 16-10-2012                                                             | Tórshavn                                                               | Fær Øer                                                                | 1 – 4                                                                  | Irlanda                                                                | Qual. Mondiali 2014                                                    | -                                                                      |                                                                        |
| 14-11-2012                                                             | Dublino                                                                | Irlanda                                                                | 0 – 1                                                                  | Grecia                                                                 | Amichevole                                                             | -                                                                      |                                                                        |
| 22-3-2013                                                              | Solna                                                                  | Svezia                                                                 | 0 – 0                                                                  | Irlanda                                                                | Qual. Mondiali 2014                                                    | -                                                                      | 77’                                                                    |
| 26-3-2013                                                              | Dublino                                                                | Irlanda                                                                | 2 – 2                                                                  | Austria                                                                | Qual. Mondiali 2014                                                    | -                                                                      |                                                                        |
| 29-5-2013                                                              | Londra                                                                 | Inghilterra                                                            | 1 – 1                                                                  | Irlanda                                                                | Amichevole                                                             | -                                                                      |                                                                        |
| 2-6-2013                                                               | Dublino                                                                | Irlanda                                                                | 3 – 0                                                                  | Fær Øer                                                                | Amichevole                                                             | -                                                                      |                                                                        |
| 11-6-2013                                                              | New York                                                               | Spagna                                                                 | 2 – 0                                                                  | Irlanda                                                                | Amichevole                                                             | -                                                                      |                                                                        |
| 14-8-2013                                                              | Cardiff                                                                | Galles                                                                 | 0 – 0                                                                  | Irlanda                                                                | Amichevole                                                             | -                                                                      |                                                                        |
| 6-9-2013                                                               | Dublino                                                                | Irlanda                                                                | 1 – 2                                                                  | Svezia                                                                 | Qual. Mondiali 2014                                                    | -                                                                      |                                                                        |
| 10-9-2013                                                              | Vienna                                                                 | Austria                                                                | 1 – 0                                                                  | Irlanda                                                                | Qual. Mondiali 2014                                                    | -                                                                      |                                                                        |
| 11-10-2013                                                             | Colonia                                                                | Germania                                                               | 3 – 0                                                                  | Irlanda                                                                | Qual. Mondiali 2014                                                    | -                                                                      | cap.                                                                   |
| 15-10-2013                                                             | Dublino                                                                | Irlanda                                                                | 3 – 1                                                                  | Kazakistan                                                             | Qual. Mondiali 2014                                                    | -                                                                      |                                                                        |
| 15-11-2013                                                             | Dublino                                                                | Irlanda                                                                | 3 – 0                                                                  | Lettonia                                                               | Amichevole                                                             | -                                                                      |                                                                        |
| 5-3-2014                                                               | Dublino                                                                | Irlanda                                                                | 1 – 2                                                                  | Serbia                                                                 | Amichevole                                                             | -                                                                      |                                                                        |
| 25-5-2014                                                              | Dublino                                                                | Irlanda                                                                | 1 – 2                                                                  | Turchia                                                                | Amichevole                                                             | -                                                                      |                                                                        |
| 31-5-2014                                                              | Londra                                                                 | Italia                                                                 | 0 – 0                                                                  | Irlanda                                                                | Amichevole                                                             | -                                                                      |                                                                        |
| 7-9-2014                                                               | Tbilisi                                                                | Georgia                                                                | 1 – 2                                                                  | Irlanda                                                                | Qual. Euro 2016                                                        | -                                                                      |                                                                        |
| 14-11-2014                                                             | Glasgow                                                                | Scozia                                                                 | 1 – 0                                                                  | Irlanda                                                                | Qual. Euro 2016                                                        | -                                                                      | 59’                                                                    |
| 29-3-2015                                                              | Dublino                                                                | Irlanda                                                                | 1 – 1                                                                  | Polonia                                                                | Qual. Euro 2016                                                        | -                                                                      | 45’                                                                    |
| 7-6-2015                                                               | Dublino                                                                | Irlanda                                                                | 0 – 0                                                                  | Inghilterra                                                            | Amichevole                                                             | -                                                                      |                                                                        |
| 13-6-2015                                                              | Dublino                                                                | Irlanda                                                                | 1 – 1                                                                  | Scozia                                                                 | Qual. Euro 2016                                                        | -                                                                      |                                                                        |
| 7-9-2015                                                               | Dublino                                                                | Irlanda                                                                | 1 – 0                                                                  | Georgia                                                                | Qual. Euro 2016                                                        | -                                                                      |                                                                        |
| 11-10-2015                                                             | Varsavia                                                               | Polonia                                                                | 2 – 1                                                                  | Irlanda                                                                | Qual. Euro 2016                                                        | -                                                                      |                                                                        |
| 13-11-2015                                                             | Zenica                                                                 | Bosnia ed Erzegovina                                                   | 1 – 1                                                                  | Irlanda                                                                | Qual. Euro 2016                                                        | -                                                                      |                                                                        |
| 16-11-2015                                                             | Dublino                                                                | Irlanda                                                                | 2 – 0                                                                  | Bosnia ed Erzegovina                                                   | Qual. Euro 2016                                                        | -                                                                      |                                                                        |
| 25-3-2016                                                              | Dublino                                                                | Irlanda                                                                | 1 – 0                                                                  | Svizzera                                                               | Amichevole                                                             | -                                                                      | cap.                                                                   |
| 27-5-2016                                                              | Dublino                                                                | Irlanda                                                                | 1 – 1                                                                  | Paesi Bassi                                                            | Amichevole                                                             | -                                                                      |                                                                        |
| 13-6-2016                                                              | Saint-Denis                                                            | Irlanda                                                                | 1 – 1                                                                  | Svezia                                                                 | Euro 2016 - 1º turno                                                   | -                                                                      |                                                                        |
| 18-6-2016                                                              | Bordeaux                                                               | Belgio                                                                 | 3 – 0                                                                  | Irlanda                                                                | Euro 2016 - 1º turno                                                   | -                                                                      |                                                                        |
| 22-6-2016                                                              | Lilla                                                                  | Italia                                                                 | 0 – 1                                                                  | Irlanda                                                                | Euro 2016 - 1º turno                                                   | -                                                                      | cap.                                                                   |
| 26-6-2016                                                              | Lione                                                                  | Francia                                                                | 2 – 1                                                                  | Irlanda                                                                | Euro 2016 - Ottavi di finale                                           | -                                                                      | cap. 25’                                                               |
| 5-9-2016                                                               | Belgrado                                                               | Serbia                                                                 | 2 – 2                                                                  | Irlanda                                                                | Qual. Mondiali 2018                                                    | -                                                                      | cap.                                                                   |
| 6-10-2016                                                              | Dublino                                                                | Irlanda                                                                | 1 – 0                                                                  | Georgia                                                                | Qual. Mondiali 2018                                                    | 1                                                                      | cap.                                                                   |
| 9-10-2016                                                              | Chișinău                                                               | Moldavia                                                               | 1 – 3                                                                  | Irlanda                                                                | Qual. Mondiali 2018                                                    | -                                                                      | cap. 50’                                                               |
| 12-11-2016                                                             | Vienna                                                                 | Austria                                                                | 0 – 1                                                                  | Irlanda                                                                | Qual. Mondiali 2018                                                    | -                                                                      | cap.                                                                   |
| 24-3-2017                                                              | Dublino                                                                | Irlanda                                                                | 0 – 0                                                                  | Galles                                                                 | Qual. Mondiali 2018                                                    | -                                                                      | cap. 72’                                                               |
| 23-3-2018                                                              | Adalia                                                                 | Turchia                                                                | 1 – 0                                                                  | Irlanda                                                                | Amichevole                                                             | -                                                                      | cap. 63’                                                               |
| 28-5-2018                                                              | Saint-Denis                                                            | Francia                                                                | 2 – 0                                                                  | Irlanda                                                                | Amichevole                                                             | -                                                                      | cap.                                                                   |
| 2-6-2018                                                               | Dublino                                                                | Irlanda                                                                | 2 – 1                                                                  | Stati Uniti                                                            | Amichevole                                                             | -                                                                      | cap.                                                                   |
| 6-9-2018                                                               | Cardiff                                                                | Galles                                                                 | 4 – 1                                                                  | Irlanda                                                                | UEFA Nations League 2018-2019 - 1º turno                               | -                                                                      | cap.                                                                   |
| 15-11-2018                                                             | Dublino                                                                | Irlanda                                                                | 0 – 0                                                                  | Irlanda del Nord                                                       | Amichevole                                                             | -                                                                      |                                                                        |
| 19-11-2018                                                             | Aarhus                                                                 | Danimarca                                                              | 0 – 0                                                                  | Irlanda                                                                | UEFA Nations League 2018-2019 - 1º turno                               | -                                                                      | cap.                                                                   |
| 23-3-2019                                                              | Gibilterra                                                             | Gibilterra                                                             | 0 – 1                                                                  | Irlanda                                                                | Qual. Euro 2020                                                        | -                                                                      | cap.                                                                   |
| 26-3-2019                                                              | Dublino                                                                | Irlanda                                                                | 1 – 0                                                                  | Georgia                                                                | Qual. Euro 2020                                                        | -                                                                      | cap.                                                                   |
| 7-6-2019                                                               | Copenaghen                                                             | Danimarca                                                              | 1 – 1                                                                  | Irlanda                                                                | Qual. Euro 2020                                                        | -                                                                      | cap.                                                                   |
| 10-6-2019                                                              | Dublino                                                                | Irlanda                                                                | 2 – 0                                                                  | Gibilterra                                                             | Qual. Euro 2020                                                        | -                                                                      | cap.                                                                   |
| 5-9-2019                                                               | Dublino                                                                | Irlanda                                                                | 1 – 1                                                                  | Svizzera                                                               | Qual. Euro 2020                                                        | -                                                                      | cap.                                                                   |
| 12-10-2019                                                             | Tbilisi                                                                | Georgia                                                                | 0 – 0                                                                  | Irlanda                                                                | Qual. Euro 2020                                                        | -                                                                      | cap.                                                                   |
| 15-10-2019                                                             | Lancy                                                                  | Svizzera                                                               | 2 – 0                                                                  | Irlanda                                                                | Qual. Euro 2020                                                        | -                                                                      | cap. 32’, 76’                                                          |
| 24-3-2021                                                              | Belgrado                                                               | Serbia                                                                 | 3 – 2                                                                  | Irlanda                                                                | Qual. Mondiali 2022                                                    | -                                                                      | cap.                                                                   |
| 27-3-2021                                                              | Dublino                                                                | Irlanda                                                                | 0 – 1                                                                  | Lussemburgo                                                            | Qual. Mondiali 2022                                                    | -                                                                      | cap.                                                                   |
| 30-3-2021                                                              | Debrecen                                                               | Qatar                                                                  | 1 – 1                                                                  | Irlanda                                                                | Amichevole                                                             | -                                                                      | cap.                                                                   |
| 1-9-2021                                                               | Faro                                                                   | Portogallo                                                             | 2 – 1                                                                  | Irlanda                                                                | Qual. Mondiali 2022                                                    | -                                                                      | cap.                                                                   |
| 4-9-2021                                                               | Dublino                                                                | Irlanda                                                                | 1 – 1                                                                  | Azerbaigian                                                            | Qual. Mondiali 2022                                                    | -                                                                      | cap.                                                                   |
| 11-11-2021                                                             | Dublino                                                                | Irlanda                                                                | 0 – 0                                                                  | Portogallo                                                             | Qual. Mondiali 2022                                                    | -                                                                      | cap. 54’                                                               |
| 14-11-2021                                                             | Lussemburgo                                                            | Lussemburgo                                                            | 0 – 3                                                                  | Irlanda                                                                | Qual. Mondiali 2022                                                    | -                                                                      | Cap.                                                                   |
| 26-3-2022                                                              | Dublino                                                                | Irlanda                                                                | 2 – 2                                                                  | Belgio                                                                 | Amichevole                                                             | -                                                                      | Cap.                                                                   |
| 4-6-2022                                                               | Erevan                                                                 | Armenia                                                                | 1 – 0                                                                  | Irlanda                                                                | UEFA Nations League 2022-2023 - 1º turno                               | -                                                                      | cap. 81’                                                               |
| 24-9-2022                                                              | Glasgow                                                                | Scozia                                                                 | 2 – 1                                                                  | Irlanda                                                                | UEFA Nations League 2022-2023 - 1º turno                               | -                                                                      | 76’ 81’                                                                |
| 20-11-2022                                                             | Ta' Qali                                                               | Malta                                                                  | 0 – 1                                                                  | Irlanda                                                                | Amichevole                                                             | -                                                                      | cap.                                                                   |
| 27-3-2023                                                              | Dublino                                                                | Irlanda                                                                | 0 – 1                                                                  | Francia                                                                | Qual. Euro 2024                                                        | -                                                                      | cap.                                                                   |
| 23-3-2024                                                              | Dublino                                                                | Irlanda                                                                | 0 – 0                                                                  | Belgio                                                                 | Amichevole                                                             | -                                                                      | cap.                                                                   |
| 26-3-2024                                                              | Dublino                                                                | Irlanda                                                                | 0 – 1                                                                  | Svizzera                                                               | Amichevole                                                             | -                                                                      | cap. 85’                                                               |
| 4-6-2024                                                               | Dublino                                                                | Irlanda                                                                | 2 – 1                                                                  | Ungheria                                                               | Amichevole                                                             | -                                                                      | cap. 65’                                                               |
| 11-6-2024                                                              | Aveiro                                                                 | Portogallo                                                             | 3 – 0                                                                  | Irlanda                                                                | Amichevole                                                             | -                                                                      | cap. 70’                                                               |
| 7-9-2024                                                               | Dublino                                                                | Irlanda                                                                | 0 – 2                                                                  | Inghilterra                                                            | UEFA Nations League 2024-2025 - 1º turno                               | -                                                                      | cap. 57’                                                               |
| Totale                                                                 |                                                                        | Presenze                                                               | 73                                                                     |                                                                        | Reti                                                                   | 1                                                                      |                                                                        |